# Суши
Су́ши, или су́си (яп. すし, 寿司, 鮨, 鮓, вар. 寿し суси, [sɯɕi]; несклоняемое), — блюдо традиционной японской кухни, приготовленное из риса с уксусной приправой и различных морепродуктов, а также других ингредиентов. С начала 1980-х годов суши получило широкую популярность на Западе и во всём мире.

## Название
В словарях встречаются два варианта названия блюда — «суши» и «суси». На сегодня более распространено в русском языке написание и произношение — «суши», появившееся при посредстве английского языка, которое, однако, может вызывать резкое неприятие у японистов, предпочитающих вариант «суси» в соответствии с правилами японско-русской транскрипционной системы Поливанова.
Бо́льшую популярность варианта «суши» можно объяснить тем, что мода на это блюдо пришла в Россию с Запада (англ. sushi), а не из Японии. Так или иначе, случай заимствования японской реалии через Запад для России не уникален: так, в словарях русского языка давно зафиксированы такие слова японского происхождения, как гейша (яп. 芸者) и (дзин-)рикша (яп. 人力車), чьё произношение не соответствует системе Поливанова (которая даёт варианты гэйся и (дзин-)рикися, соответственно).
В этой диковинной транскрипции проглядывает очень важная особенность восприятия японских вещей в России. Они часто приходят не напрямик, а через Запад, поскольку суши — это транскрипция кириллицей обозначения японского слова «суси» латинскими буквами.Евгений Штейнер

## История происхождения суши
История возникновения суши берёт начало в Южной Азии, где варёный рис стали применять для приготовления и консервации рыбы. Очищенная и разрезанная на небольшие кусочки рыба посыпалась солью и смешивалась с рисом, после чего помещалась под пресс из камней, который через несколько недель заменялся крышкой. В течение нескольких месяцев происходил процесс молочнокислой ферментации риса и рыбы, благодаря чему рыба оставалась годной к употреблению в течение года. Рис, который превращался в клееобразную массу с неприятным запахом, выбрасывался или использовался для приготовления новой партии рыбы. Приблизительно в VII веке через Китай и Таиланд этот способ консервации получил распространение в Японии.
Традиция использования в пищу квашеной или маринованной рыбы сохранилась до наших дней в странах Южной Азии. Китайский иероглиф, обозначающий суши, означает «маринованная рыба», однако традиция такого приготовления в самом Китае была утрачена. В Японии в настоящее время подобным образом готовят нарэдзуси.
В XVII веке появилось рисовое суши, которое включало в себя варёный рис, рисовый солод, морепродукты и овощи. Вскоре стали готовить рисовый уксус, который начали добавлять в рис, что исключило процесс брожения и значительно сократило время приготовления суши.
В XIX веке повар Ёхэй Ханай из Токио решил полностью отказаться от маринования рыбы и подавать рыбу сырой. Процесс приготовления блюда сократился до нескольких минут. Новое суши быстро завоевало популярность, и появилось два стиля приготовления блюда. Первый получил название Кансай — по имени района города Осака, второй — Эдо (так до 1868 года назывался Токио). Очень быстро возникли закусочные и рестораны, в которых подавалось суши, а в магазинах стали продавать специальным образом обработанный рис для домашнего приготовления суши. С тех пор процесс приготовления суши принципиальным образом не менялся, только появлялись новые рецепты и ингредиенты для блюда.
Последним принципиально важным этапом в истории суши стало начавшееся в 1980-х годах внедрение в практику автоматов для изготовления суши, так называемых суши-роботов, изобретённых в конце 1970-х годов. Одна линия суши-автоматов (каждый выполняет одну или несколько операций, начиная от промывки риса и заканчивая упаковкой каждого суши в полимерную плёнку) способна заменить до нескольких десятков профессиональных поваров-сушистов, при этом вопросы соблюдения технологии, гигиены и санитарии, очень важные из-за специфики суши, в значительной мере перестают зависеть от человеческого фактора. Применение суши-роботов расширяется, хотя его и сдерживает распространённое мнение, что суши должен обязательно готовить человек.

## Виды суши
Стандартным компонентом в различных видах суши является рис для суши. Разница проявляется в выборе различных начинок, приправ и манере, в которой они скомбинированы. Одни и те же ингредиенты могут быть организованы по-разному:
- Нигиридзуси (握り寿司: суши, сделанное с помощью рук). Наиболее часто встречающийся вид суши. Он состоит из продолговатого комочка риса, спрессованного ладонями, небольшого количества васаби и тонкого кусочка начинки, которая покрывает рис (нэта). Нигири могут также быть связаны тонкой полоской нори.
  - Гункан-маки (軍艦巻: рулет-военный корабль). Овальной формы, спрессованный ладонями рис (похожий на нигиридзуси), обрамлённый по периметру полоской нори для придания ему формы корабля. Он также начинён ингредиентами, которые присущи нори, например, икра, натто или реже используемый салат из макарон.

- Макидзуси (巻き寿司: кручёное суши). Суши в виде цилиндра, сделанного с помощью бамбукового коврика макису. Обычно макидзуси закручены в нори, лист сухих водорослей, который покрывает собой рис и начинку, но иногда может быть завёрнут в тонкий омлет. Макидзуси обычно разрезаются на 6 либо на 8 кусочков. За пределами Японии также называются роллами.
  - Футомаки (太巻き: большие рулеты). Большое, цилиндрической формы, суши, в котором нори снаружи. Обычно футомаки толщиной в 3-4 см и шириной в 4-5 см. Зачастую в них 2-3 вида начинки, которые выбраны из-за их дополнительного вкуса и расцветки.
  - Хосомаки (細巻き: тонкие рулеты). Маленькие, цилиндрической формы, с нори снаружи. Обычно хосомаки толщиной и шириной около 2 см. Они обычно делаются лишь с одним видом начинки.
  - Тэмакидзуси (手巻き: кручёное суши, сделанное с помощью рук). Большое, конусообразное суши, с нори снаружи и ингредиентами, «выливающимися» с широкого конца. Обычно тэмаки около 10 см в длину, и употребляется в пищу с помощью пальцев, потому что делать это с помощью палочек достаточно неудобно.
  - Урамаки (裏巻き: рулет наоборот). Среднего размера рулеты с двумя или более видами начинок. Урамаки отличаются от других маки тем, что рис находится снаружи, а нори — внутри. Начинка находится посередине, окружённая слоем нори; после идёт рис, обмакнутый в икру, сушёную стружку тунца либо поджаренные кунжутные семена.
- Осидзуси (押し寿司: прессованное суши). Суши в виде брусочков, сделанное с помощью деревянного приспособления, называемого осибако. Повар укладывает начинку на дно осибако, покрывает её рисом и сжимает пресс до получения плотного прямоугольного бруска. Затем брусок вытаскивается из осибако и нарезается на небольшие кусочки, которые целиком помещаются в рот.
- Инаридзуси (稲荷寿司: суши с начинкой). Мешочек, обычно наполненный лишь рисом. Мешочек обычно сделан из жаренного во фритюре тофу (油揚げ или абура агэ), но возможны также мешочки, сделанные из тонкого омлета (帛紗寿司 или фукусадзуси) или из засушенной тыквы (干瓢 или кампё:).
- Тирасидзуси (散らし寿司: рассыпанное суши). Тарелка риса с рассыпанной поверх него начинкой. Их также называют барадзуси.
  - Эдомаэ тирасидзуси (江戸前散らし寿司: суши в стиле Эдо). Сырые неприготовленные ингредиенты красиво уложены поверх риса.
  - Гомокудзуси (五目鮨: суши в стиле Кансай). Приготовленные либо сырые ингредиенты смешаны с рисом.
- Нарэдзуси (熟れ鮨) — более старый вид суши. Очищенную рыбу начиняют солью и складывают в деревянную бочку, снова окунают в соль и придавливают тяжёлым цукэмоноиси (漬物石, камень для соления). Рыбу оставляют в таком положении от 10 дней до месяца, затем её окунают в воду (от 15 минут до часа). Затем рыбу помещают в другую бочку, в которой она перекладывается слоями с рисом. Затем смесь частично герметизируется с помощью отосибута (落し蓋) и цукэмоноиси. Со временем, при появлении воды на поверхности, от неё избавляются. Спустя шесть месяцев «фунадзуси» можно употреблять в пищу. Оно остаётся пригодным ещё в течение не менее шести месяцев.

- Урамаки
- Инаридзуси
- Нигиридзуси
- Футомаки и нигиридзуси
- Хосомаки

## Ингредиенты
Все виды суши состоят из базового ингредиента — специфически приготовленного риса, к которому добавляются другие ингредиенты.

### Рис для суши
Суши готовят из белого мелкозернистого японского риса, смешанного со специально сделанным соусом, приготовленным из рисового уксуса, сахара, соли сумэси (яп. 酢飯, «рис с уксусом») или сяри (яп. しゃり). В некоторых ресторанах fusion cuisine используют короткозёрный коричневый рис и дикий рис. Рис варят по-японски (с предварительной промывкой, в закрытой ёмкости с минимальным количеством воды, без соли, воду предварительно настаивают на листах комбу), а перед приготовлением суши ему дают остыть в специальной деревянной кадке — хангири (или охлаждают, например, обмахивая рис веером). Рис для суши обычно должен быть использован, как только он достиг комнатной температуры.

### Нори
Нори — это сушёные листья водорослей, которые используют для приготовления макидзуси, гунканмаки, тэмакидзуси и некоторых нигиридзуси.

### Начинки
- Рыба

Только океаническая рыба, в которой обычно значительно меньшее содержание паразитов, может быть использована в сыром виде как начинка для суши, тем не менее, даже такую популярную рыбу, как лосось и тунец разрешается использовать в сыром виде только после глубокой заморозки. Речную рыбу, в которой присутствие паразитов гораздо более вероятно, всегда готовят.
Наиболее часто используемая рыба: тунец, желтохвост, луциан, угорь, макрель и лосось.
- Морепродукты

Другие часто используемые морепродукты: кальмар, осьминог, креветки, рыбная икра, морской ёж (уни) и различные виды моллюсков. Однако, устрицы не используются при приготовлении суши, потому что их вкус не сочетается со вкусом риса.
- Овощи

Маринованный дайкон (такуан) в синко маки, различные маринованные овощи (цукэмоно), квашеная соя (натто) в натто маки, авокадо в роллах «Калифорния», огурец в каппа маки, спаржа, ямс, тофу, маринованная слива умэ — умэбоси (яп. 梅干), тыква (кампё:), лопух (гобо) и сладкая кукуруза, смешанная с майонезом.
- Яйца

Яйца (в виде немного подслащённого, уложенного слоями омлета, который называется 卵焼き тамагояки). Омлет традиционно готовится в прямоугольной сковороде (巻き焼き鍋 макиякинабэ) и используется для формирования мешочка для риса и начинок. Составляющие японского омлета — соевый соус, яйца, японский майонез, хондаси, сахар. При изготовлении фукусадзуси тонкий, как лист бумаги, омлет может заменить лист нори.
- Красное мясо

Говядина, ветчина, колбаса и конина, зачастую немного приготовленные.

### Приправы
- Соевый соус (яп. 醤油 сё:ю)
- Васаби (яп. 山葵) — перетёртый корень растения васаби (особый вид хрена, эвтрема японская). Считается, что настоящий васаби убивает микробов в сырой рыбе. В подавляющем большинстве случаев, как в Японии, так и за её пределами, под видом васаби используют имитацию васаби на основе горчицы или хрена.
- Гари (яп. がり) — маринованный имбирь.
- Рисовый уксус либо специальные приправы с рисовым уксусом добавляются в рис для придания специфического вкуса.

## Суши в мире
С 2006 года японское правительство всерьёз озаботилось проблемой псевдояпонских заведений ресторанного типа, готовящих суши с несоблюдением традиционных правил и приёмов кулинарной культуры Японии за её пределами. Согласно статье из газеты «Вашингтон пост» (англ.), скандал возник из-за приглашения министру сельского хозяйства Японии Тосикацу Мацуоке посетить в США ресторан, именующий себя японским, и отведать родной пищи, где происходящее министр назвал «высочайшим кулинарным преступлением» из-за того, что суши там подавались в составе меню вместе с говядиной-барбекю в корейском стиле. «Подобные вещи немыслимы», — сказал министр, — «Называйте это как хотите, но это не японский ресторан». После этого скандала правительство Японии решило осуществлять проверки зарубежных ресторанов, именующих себя японскими. Прошедшие проверку заведения как «истинно японские» получают официальный знак отличия в виде цветущей вишни, который должен быть установлен в окне на всеобщее обозрение, и будут упомянуты на официальном, создаваемом в каждом городе, спонсируемом интернет-сайте японских ресторанов. Первые проверки начались во Франции, куда тайные инспекторы, отобранные группой продовольственных специалистов, были посланы в 80 ресторанов японской кухни Парижа. Некоторые заведения добровольно согласились на проверку, в то время как в других были выполнены неожиданные проверки. Приблизительно одна треть ресторанов была далека от стандартов, что лишило их права показывать официальный знак отличия и быть перечисленными на веб-сайте японских ресторанов Парижа.
В 1990-х годах японские шеф-повара в США создали объединение «D.C. Sushi Society», целью которого является, согласно описанию, «понимание и осознание японской культуры, традиций и техники корректного приготовления суши и японской высокой кухни». Объединение провозгласило 1 ноября ежегодным «днём суши», в который во всех ресторанах, входящих в объединение, все повара готовят суши в одно и то же время по одной и той же цене.

## Экологические проблемы, связанные с суши
Негативной стороной роста популярности суши в мире с начала 1980-х годов является резко увеличившийся спрос на отдельные сорта рыб и, как результат, истощение их запасов.
Наиболее ярким примером является синепёрый тунец, мясо которого практически в полном объёме потребляется ресторанами для приготовления суши и сашими. Бесконтрольный промысел, движимый высокими ценами и большим спросом (40 % которого приходится на рынки Японии), существенно подорвал поголовье синепёрого тунца и поставил этот вид под угрозу исчезновения.
Кроме того, возникновение экологических проблем приводит к ухудшению качества продуктов для блюд японской кухни, поэтому необходимо принятие актуальных мер по стандартизации характеристик кулинарной продукции.

## Риски употребления суши
Как и любое блюдо, приготовляемое из сырых или подвергающихся незначительной термообработке продуктов, суши являются скоропортящимися и при хранении могут стать питательной средой для развития опасных бактерий. Употребление долго и/или неправильно хранившихся суши может привести к целому ряду желудочно-кишечных заболеваний. По этой причине срок хранения приготовленных суши не превышает нескольких часов, наилучшим вариантом является употребление суши сразу после приготовления.
Суши — потенциальный источник гельминтов, а именно описторхис, широкого лентеца, нематод. Все они способны привести к целому ряду тяжёлых нарушений здоровья (гельминтозов). Внешне заражённая рыба ничем не отличается от здоровой. Соусы, вопреки распространённому мнению, не решают проблему.
Из-за риска заражения паразитами для суши предпочитают морскую рыбу, которая гораздо реже оказывается заражённой, однако и она вовсе не безопасна: нематоды, например, поражают множество видов морских рыб. По некоторым данным, сельдевые в Балтийском море заражены на 30 %, в Северном — на 55 % и более. Единственным способом защиты от паразитов (кроме соления и термической обработки, неприемлемых для приготовления суши) является замораживание. Согласно СанПиН 3.2.1333-03, для обеззараживания рыбы необходимо выдержать её охлаждённой до температуры −18 °C в течение 36 часов или до температуры −27 °C — не менее 12 часов (на территории Европейской России суши, как правило, готовятся из морепродуктов, которые транспортируются и хранятся в глубоко замороженном виде, либо из солёной рыбы, не представляющей опасности). Безопасны в отношении гельминтов суши с рыбой горячего копчения — это копчение обычно убивает паразитов.
Ещё одним фактором риска может быть высокое содержание тяжёлых металлов в суши, приготовляемых из некоторых видов морской рыбы. Исследования, проведённые в США, показали, что тунец, из которого делают суши, содержит ртуть в опасной концентрации (чтобы избежать вреда здоровью, такие суши можно есть не чаще одного раза в три недели). Тяжёлые металлы обнаруживаются и в других сортах морской рыбы, как правило, крупной, причём рыба, выловленная в Атлантическом океане, чаще обнаруживает высокое содержание ртути. Заражение морской рыбы ртутью связывают с практикой неправильной утилизации содержащих ртуть электроприборов, в первую очередь — люминесцентных ламп. Первичным источником ртути считаются неочищенные стоки со свалок, из которых ртуть попадает в океанскую воду, водоросли, а далее распространяется по пищевой цепи и в итоге накапливается в опасных концентрациях в организмах наиболее долгоживущих крупных хищных рыб, к которым относится и тунец.
Ассоциация диетологов Австралии (Dietitians Association of Australia) заявляет, что чрезмерное употребление суши, приготовленных с использованием нори, может оказать вредное воздействие на щитовидную железу из-за избытка йода в нори. Один ролл содержит до 92 мкг йода, в то время как рекомендованная суточная доза для взрослого человека составляет лишь 150 мкг, так что без превышения нормы потребления йода можно есть не более двух роллов в день. Ассоциация отмечает, что в Австралии, где популярность суши в последние годы значительно растёт, 850 тысяч человек страдают гипертиреозом и ежегодно фиксируется более 40 тысяч новых случаев заболевания.

## Галерея
- Калифорния и ролл-урамаки с тунцом
- Нигири-торо с жирным тунцом
- Ролл с лососем
- Какинохадзуси (лист хурмы)
- Тякиндзуси, обёрнутые в омлет
- Тарелка с суши, «мориавасэ» (盛り合わせ)
- Нигиридзуси в супермаркете в Токио
- Икура гункан макидзуси
- Сасадзуси
- Суши с мясом морского ежа и перепелиными яйцами вместе с сашими из мяса кита
- Роллы